# Длиннотелы
Длиннотелы, или долготелы, или брентиды (лат. Brentidae) — семейство насекомых из отряда жесткокрылых, в основном состоящее из представителей жуков-ксилофагов.

## Описание
Длина тела от 1,5 до 40 мм. Имеют вытянутую форму тела, удлинённую голову. Усики 9—11 члениковые. Ксилофаги. Некоторые виды мирмекофильные, обладают привлекающими муравьёв железами. Среди представителей семейства есть виды с очень длинной головотрубкой, например Antliarhinus zamiae, предназначенной для прогрызания шишек саговников.

## Распространение
Распространены повсеместно, главным образом в тропиках, а также в значительно меньшем количестве в умеренных широтах. В России: Apioninae (Apionidae) — 190 видов, Nanophyinae (Nanophyidae, Нанофииды) — 25 видов (А. А. Легалов, 2002) и остальные группы — 2 вида (Б. А. Кортяев, 1992). Самые древние находки семейства в ископаемом состоянии происходят из раннего мела Монголии.

## Классификация
Более 1700 видов (Bartolozzi, 2004; Alonso-Zarazaga y Lyal, 2002). Ранее семейство рассматривалось как подсемейство в семействе настоящих долгоносиков.
Brentidae Billberg, 1820
- Подсемейство Brentinae Billberg, 1820 (514 видов)
  - Группа родов «Antliarhininae» (400 видов, иногда как подсемейство Antliarhininae Schoenherr, 1823): Antliarhis — Platymerus
  - Группа триб «Brentinae»
    - Триба Arrhenodini (Arrenodes minutus)
    - Триба Brentini
    - Триба Eremoxenini

  - Группа родов «Cyladinae» (24 вида, иногда как подсемейство Cycladinae Schoenherr, 1823)
    - Род Cylas Latrreille, 1802

  - Группа триб «Cyphagoginae» (400 видов, иногда как подсемейство)
    - Триба Atopobrentini
    - Триба Cyphagogini
    - Триба Hoplopisthiini
    - Триба Stereodermini
    - Incertae Sedis

  - Группа родов «Pholidochlamydinae» (1 вид, иногда как подсемейство, Мадагаскар)
    - Род Pholidochlamys

  - Группа родов «Taphroderinae» (62 вида, иногда как подсемейство): Aulacoderes — Bolbocranius — Monrosiaia — Plesiobolbus — Taphroderes — Taphroderoides — Taphroderomimus — Taphroderopsis
  - Группа триб «Trachelizinae» (688 видов, иногда как подсемейство)
    - Триба Acratini
    - Триба Ithystenini
    - Триба Microtrachelizini
    - Триба Pseudoceocephalini
    - Триба Rhyticephalini
    - Триба Trachelizini
    - Триба Tychaeini

  - Группа родов «Ulocerinae» (26 видов, иногда как подсемейство): Ulocerus
- Подсемейство Eurhynchinae Lacordaire, 1863, (30 видов)
  - Aporhina — Ctenaphides — Eurhynchus — †Orapaeus — ?†Axelrodiellus
- Подсемейство Brachycerinae
  - Триба Microcerini (67 видов)
- Подсемейство Ithycerinae Schoenherr, 1823
  - Ithycerus noveboracensis
- Подсемейство Apioninae Schoenherr, 1823
  - Группа триб «Apioninae»: Apionini — Aplemonini — Aspidapiini — Ceratapiini — Cybebini — Exapiini — Ixapiini — Kalcapiini — Malvapiini — Metapiini — Oxystomatini — Piezotrachelini — Prototrichapiini — Rhadinocybini — Tanaini
    - Триба Apionini Schönherr, 1823
      - Acanthoerythrapion
      - Apion Herbst, 1797

  - Группа родов «Myrmacicelinae»: Rhynolaccus
  - Группа родов «Rhinorhynchidiinae»: Rhinorhynchidius
- Подсемейство Nanophyidae Gistel, 1856
  - Триба Corimalini Alonso-Zarazaga, 1989
    - Рода Allomalia — Corimalia — Hypophyes — Titanomalia

  - Триба Nanophyini Gistel, 1848
    - Рода: Alonsiellus — Amphibolocorynus — Austronanodes — Ctenomeropsis — Ctenomerus — Dieckmanniellus — Diplophyes — Hexatmetus — Manoja — Meregallia — Microon — Nanodactylus — Nanodiscus — Nanomimus — Nanophyes — Oxycorax — Pericartiellus — Phoroctenus — Prionophyes — Pseudorobitis — Pseudotychius — Shiva — Xenoon — Zeugonyx — Zherikhinia

## Галерея

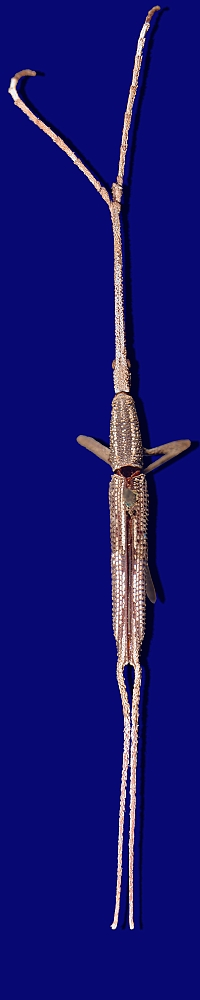
Diurus completus
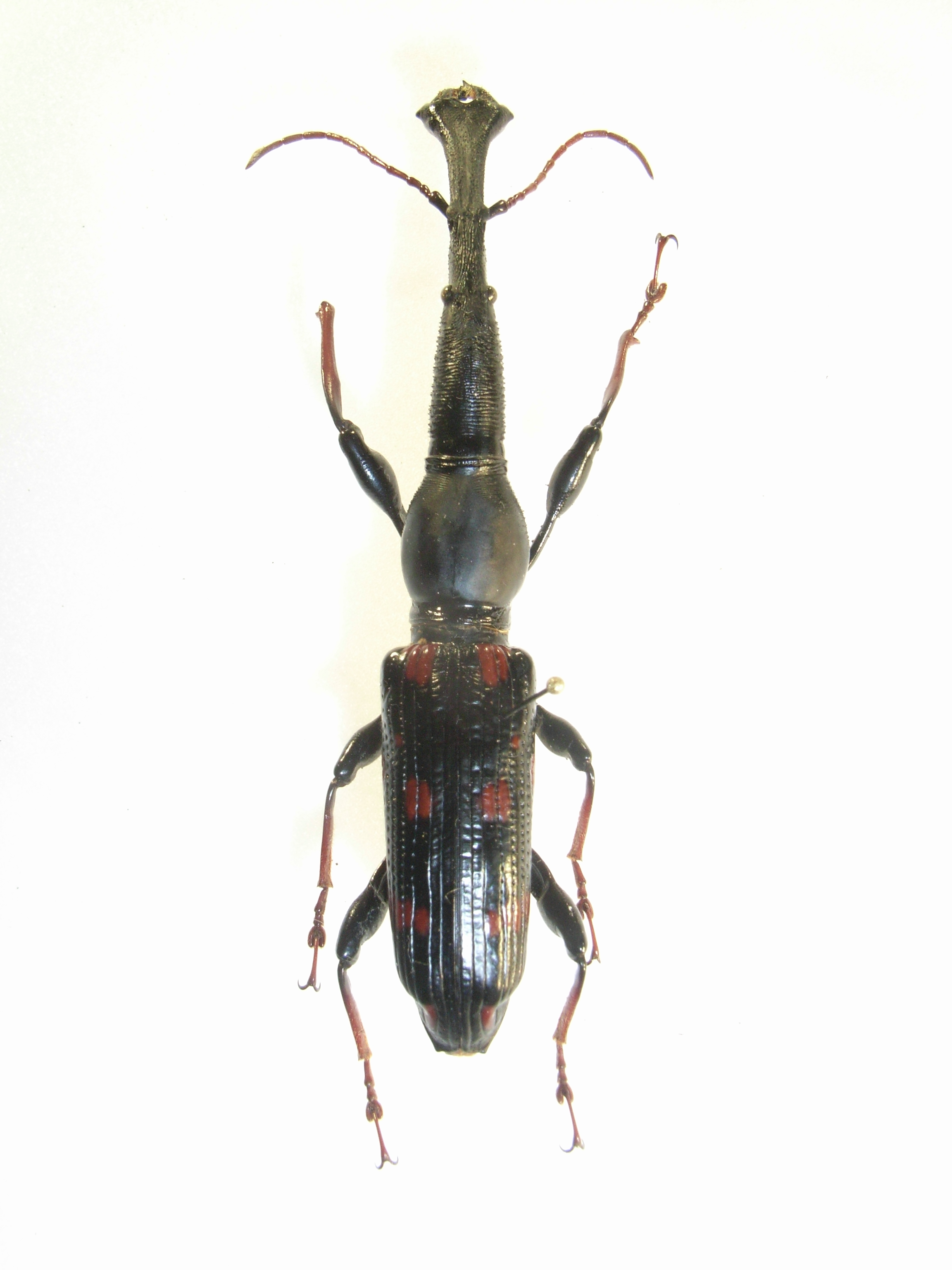
Eutrachelus temmincki
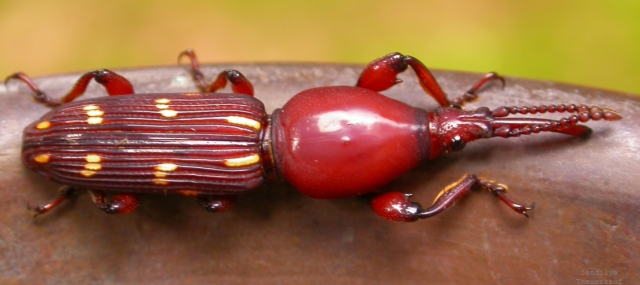
Orychodes indus